# Happy hardcore
UK Hardcore o Happy Hardcore es un subgénero de la música electrónica que apareció en el año 1992 a partir de la revolución del gabber en las raves de todo el mundo. Se caracteriza por ser un tipo de música con un BPM muy rápido y unas inclusiones totalmente diferentes a los demás estilos de hardcore (voces alegres, melodías sin fin y combinación de platos y bombos únicos).
Este tipo de género es erróneamente llamado Nightcore. Sin embargo, este es en realidad el nombre de otro subgénero que suele tener las mismas características.

## Historia
Este estilo nació en el año 1992 a partir de varios géneros por la época existentes, tales como el breakbeat, el Oldschool hardcore y el rave de la época. En esa época, el Happy hardcore se caracterizó por tener más que nada un predominio en los "rolling" de piano (melodías hechas con el piano sin parar) y con elementos que recordaban al drum & bass. Aún no denotaba esa característica de la velocidad (aunque ya se alcanzaban 160 bpm). Productores como Luna-C fueron los que empezaron con estos principios de Happy Hardcore, aunque no fue el único (empezaban a destacar Dj's como Slipmatt, Brisk, Whishdokta y otros Dj's más tarde conocidos).
Fue en 1994 cuando el Happy Hardcore se separó de una de sus raíces, el jungle, y empezó a tomar una variante más única, característica de este estilo: no era aceptado el jungle en este estilo. A partir de aquí empezaron a aparecer Dj's como Hixxy, Force & Styles u otros, y en las Raves empezaba a escucharse este estilo de música. 
A partir de 1995 fue cuando el gabber se empezó a comercializar, y de éste surgió un nuevo subgénero: el happy gabber, una mezcla entre gabber y lo que acabaría siendo el happy hardcore. En esta pequeña movida, poco conocida, habrían DJ's de la talla de 3 Steps Ahead, por su conocido Drop It, o Darkraver, e incluso Dj Gizmo, entre otros. 
Pero a medida que este estilo se volvía más comercial, el happy hardcore tomó otro camino. El happy ya no tenía tantos elementos de breakbeat, y la velocidad de los bpm la subieron hasta darle el toque característico de este género: 180-200 bpm. Aparte de esto, el Happy gabber se comercializó hasta llegar al mismo extremo. Pero se puede decir que había dos clases distintas de Happy Hardcore: Paul Elstak compuso happy hardcore a partir de lo que estaba de moda en 1992, mientras que los otros dos lo hicieron a partir del Happy Gabber existente. 
El éxito del Happy Hardcore cada vez se hacía más presente en todo el planeta, apareciendo desde los festivales de Thunderdome y sus discos (sobre todo los 8, 9, 10 y 11), hasta en centenares de discos y CD que se vendieron por todo el mundo (Happy hardcore, Happy 2b Hardcore, Happy Top 100...) y las productoras empezaron a mostrar interés por esta música (Pengo Records, Baby Boom Records, e incluso productoras antiguamente de Gabber, como Rotterdam Corps Records). Por añadidura, surgió un gran número de Dj's que hacían happy hardcore. Tal era así que había Dj's o formaciones que produjeron una gran cantidad de temas comercialmente exitosos, como el mencionado Critical Mass, Dj Waxweazle o DJ Kaos entre otros, hasta grupos que se limitaban a componer únicamente unos cuantos temas (por ejemplo: Magic D- Stay with me), e incluso Dj's que en un futuro se pasarían a otras movidas comenzaron su carrera musical en el happy hardcore, como es el caso de Mc Drokz o Tails, quienes acabarían dedicándose al género conocido como terrorcore. 
Ante el creciente éxito del Happy Hardcore, aparecieron grupos que se dedicaron exclusivamente a componer happy hardcore, además de la penetración de algunos de estos artistas y grupos en la industria discográfica. Tal fue el caso de Blümchen, que incluso ganó premios por su música Happy o Dune, cuya canción más conocida sin duda alguna son el Hand an Hand o el Can't Stop Raving, entre otros. 

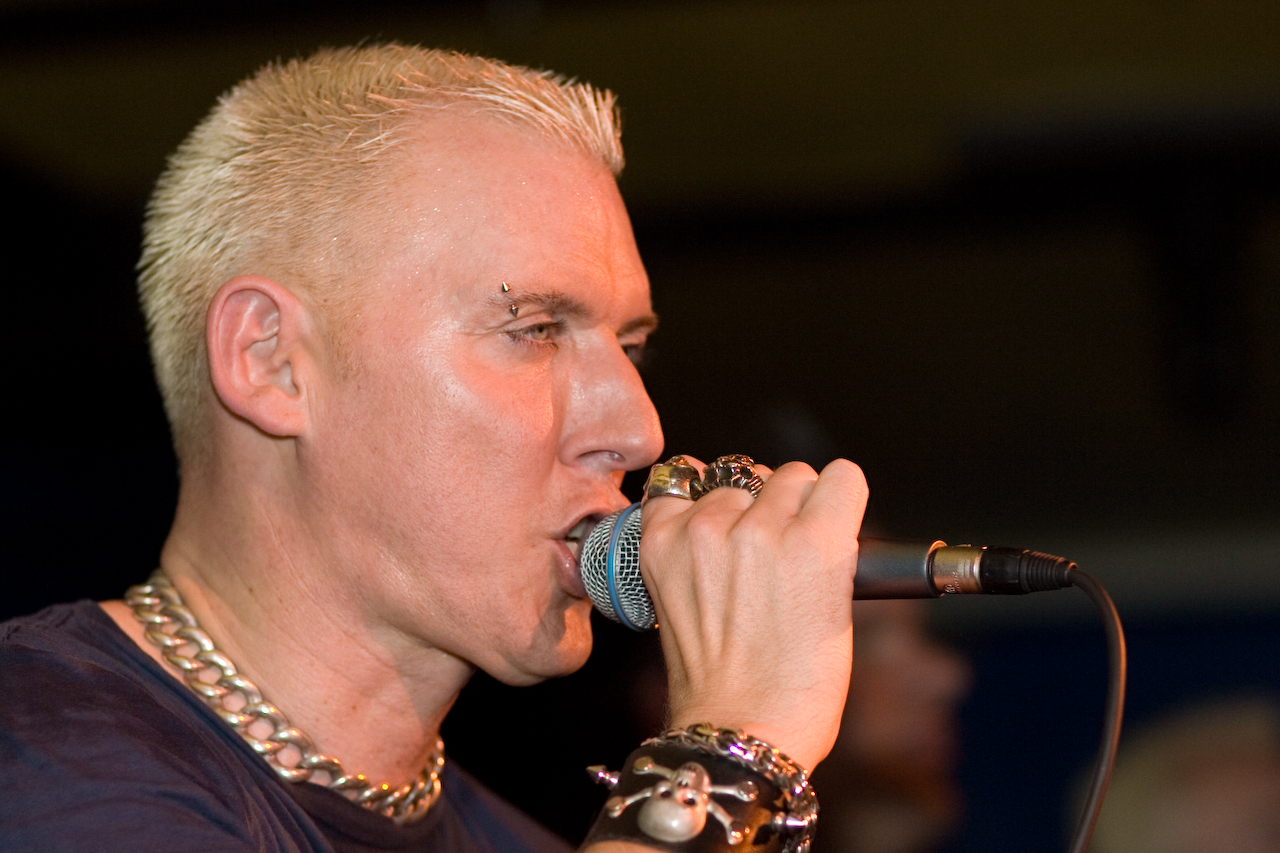
Scooter, reconocido grupo de Dance que antes producía Happy Hardcore, al igual que Blümchen o Dune. En la Foto: H. P. Baxxter, el cantante del grupo.

Fue a partir de 1998 cuando el happy hardcore comenzó a declinar en popularidad, por causas que todavía no están claras (algunos apuntan a un desplazamiento de este género pro otros similares en las movidas, mientras que otros afirman que se debió a la pérdida de valor comercial de esta música a ojos de las productoras). 
Sin embargo, algunos Dj's se han pasado a otras movidas como el Newstyle gabber, Cixx, Bass D & King Matthew o Paul Estak, entre otros. También se pasaron al Hardcore Industrial otros Dj's reconocidos, estando a la cabecera en este género Dj Promo, por ejemplo. Y en el caso de Blümchen o Dune, se pasaron a hacer dance actual, en el primer caso, o a música clásica, junto a la Orquesta filarmónica de Londres, como es el caso de Dune.  
En cuanto a la repercusión mundial de este género, el happy hardcore aún se escucha en Estados Unidos y en Asia, sobre todo en Japón, donde se escucha bajo el sello de Dancemania o Dance Dance Revolution (DDR). Algunos Dj's nipones también lo pinchan de vez en cuando, como por ejemplo Dj Sharpnel, M1dy, Technotrone o Neon Genesis Gabbangelion, entre otros, dentro de la movida del j-core, donde también se incluyen el gabba, el techno hardcore, el terrorcore o el speedcore.

## El happy hardcore en España
El happy hardcore es relativamente poco conocido en España, incluso entre los seguidores de Hardcore. Sin embargo, algunas melodías de happy hardcore han tenido allí éxito: tal es el ejemplo del clásico Herz & Herz, que se escuchó por doquier en las discotecas de la costa levantina, clásico de Blümchen, e himno de Pirámide durante un buen tiempo. También había canciones en recopilaciones como Pont Aeri- The rave master live at Pont Aeri vol.4, con su canción Highlander Hold Me Now 97' (Bass d & King Matthew remix), o en la recopilación de 2001 de Xqué de Ácido- Ácida. Aparte de esto, cabe mencionar a Ramírez, conocido en España por su tema Remember del gallinero, pero teniendo otras canciones de temática más dura, como el de Apocalipsis. Otro tema del happy hardcore que alcanzó relevancia en España fue Hey You, de Miss Groovy. YouTube, el portal de vídeos de Internet, contiene versiones de canciones diversas (pop, rock, techno, etc) en happy hardcore, entre las que se cuentan las versiones de usuarios hispanohablantes, generalmente clasificadas como imitaciones de la voz de Alvin y las Ardillas (pitch agudo), pudiéndose incluir dentro del happy hardcore gracias a esta característica.

## Características del happy hardcore
Las composiciones de happy hardcore tienen un tempo de 180 a 200 bpm. En la base de estas composiciones aparece un rápido loop, a veces con un complejo rolling de un sample breakbeat, junto con un bass drum cada cuatro beats (de ahí el nombre 4-Beat, otra denominación de este estilo). Esos breakbeats cortados no son muy distintos a los que se pueden encontrar en el Jungle. Un profundo sub bassline puede encontrarse con los breakbeats, aunque no se destaca tanto en el Jungle. Tanto el happy hardcore como el Jungle, en general se escuchaban en el mismo lugar durante las raves de mediados de los 90. Las canciones tenían acordes felices básicos antes de estallar en una pegadiza melodía de piano de estilo Italo House. Ésta era la clave de una grabación, donde la gente en las raves respondían haciendo ruido mediante silbidos o cornetas. Si se utilizaban voces, eran voces femeninas y probablemente duraban pocos segundos en los samples. Siendo un término ambiguo, 4-beat indica sólo que su estilo (a diferencia del Jungle y el prematuro Breakbeat hardcore) usaba un común y un tanto insignificante cuatro beats complementando a los obligatorios breakbeats. 4-Beat no significa que no tuviese breakbeats (un error común asumido por la mayoría).